# Scrophularieae
Scrophularieae Dumort., 1827 è una tribù di piante angiosperme appartenenti alla famiglia delle Scrofulariacee.

## Etimologia
Il nome della tribù deriva dal suo genere tipo Scrophularia L., 1753 nominato così da un medico italiano che notò la somiglianza delle ghiandole di alcune specie di questo genere con l'infezione delle stazioni linfonodali (chiamata comunemente Scrofola) dovute ai batteri del genere Mycobacterium.
Il nome scientifico della tribù è stato definito dal botanico, naturalista e politico belga Barthélemy Charles Joseph Dumortier (Tournai, 3 aprile 1797 – 9 giugno 1878) nella pubblicazione "Florula belgica, opera majoris prodromus - 32. 1827." del 1827.

## Descrizione

### Portamento
Il portamento delle specie di questa tribù è erbaceo perenne, biennale o annuale. Sono presenti anche specie con rosette basali e steli allungati oppure portamenti suffruticosi (Scrophularia) e piccoli arbusti. La superficie può essere glabra, ghiandolare-pubescente o densamente villosa anche per peli dendroidi (Verbascum). Gli steli sono da ascendenti a eretti con sezioni quadrangolari a causa della presenza di fasci di collenchima posti nei quattro vertici (talvolta sono alati); in Verbascum la sezione è rotonda. Le radici possono essere rizomatose (pelose o glabre). Queste piante contengono composti iridoidi; altre hanno un odore fetido (Antherothamnus e altri).

### Foglie

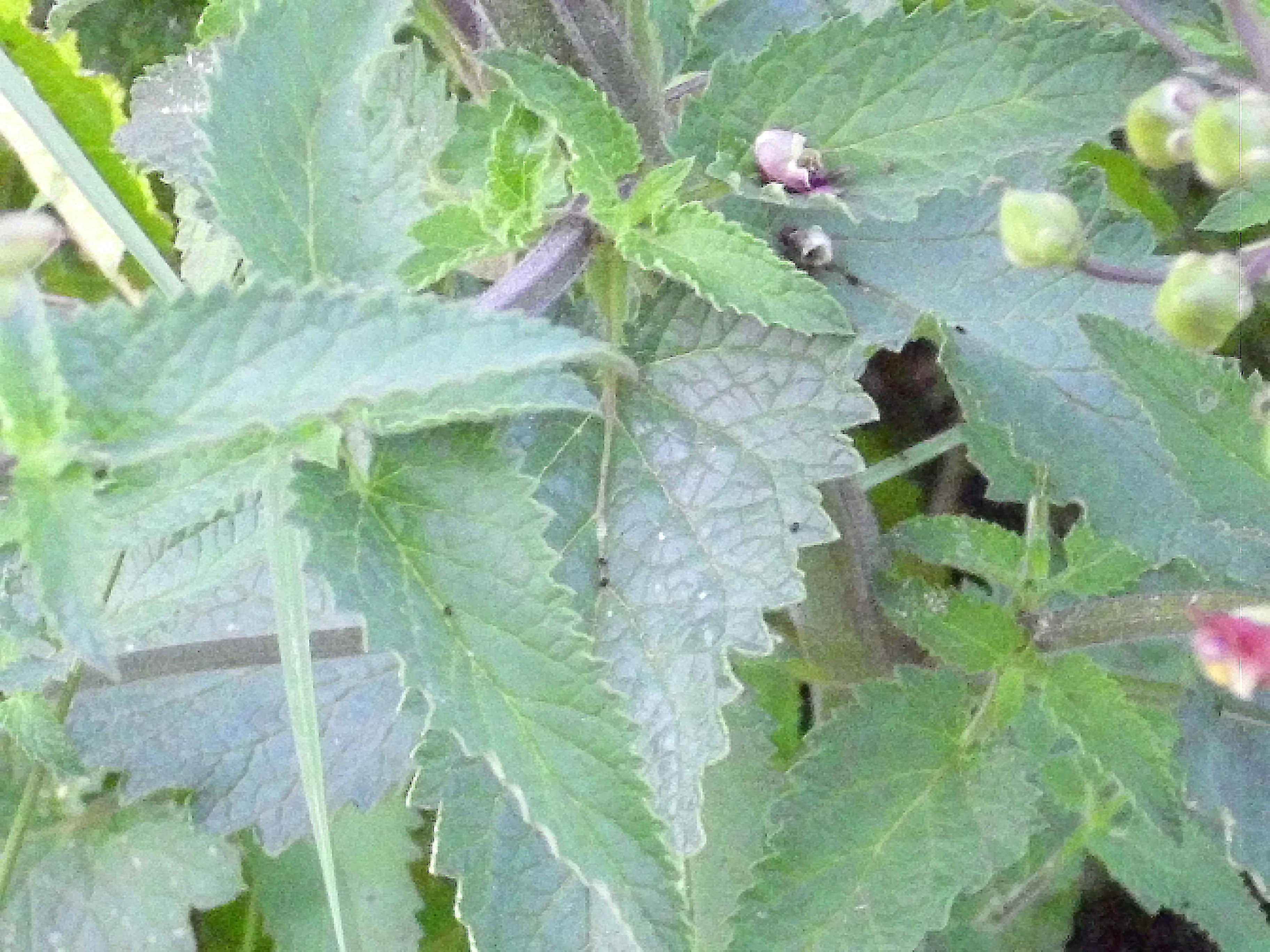
Le foglie
Scrophularia auriculata

Le foglie hanno un portamento opposto, raramente alterno. Sono da sessili o subpicciolate a distintamente picciolate. La lamine sono lanceolate oppure da ampiamente ovoidi a orbicolari con apici ottusi o acuti e margini dentati o seghettati. Sono presenti lamine di tipo da pennatifido a pennatosetto o succulente. Sulla superficie delle foglie sono presenti cellule distinte (idioblasti).

### Infiorescenze

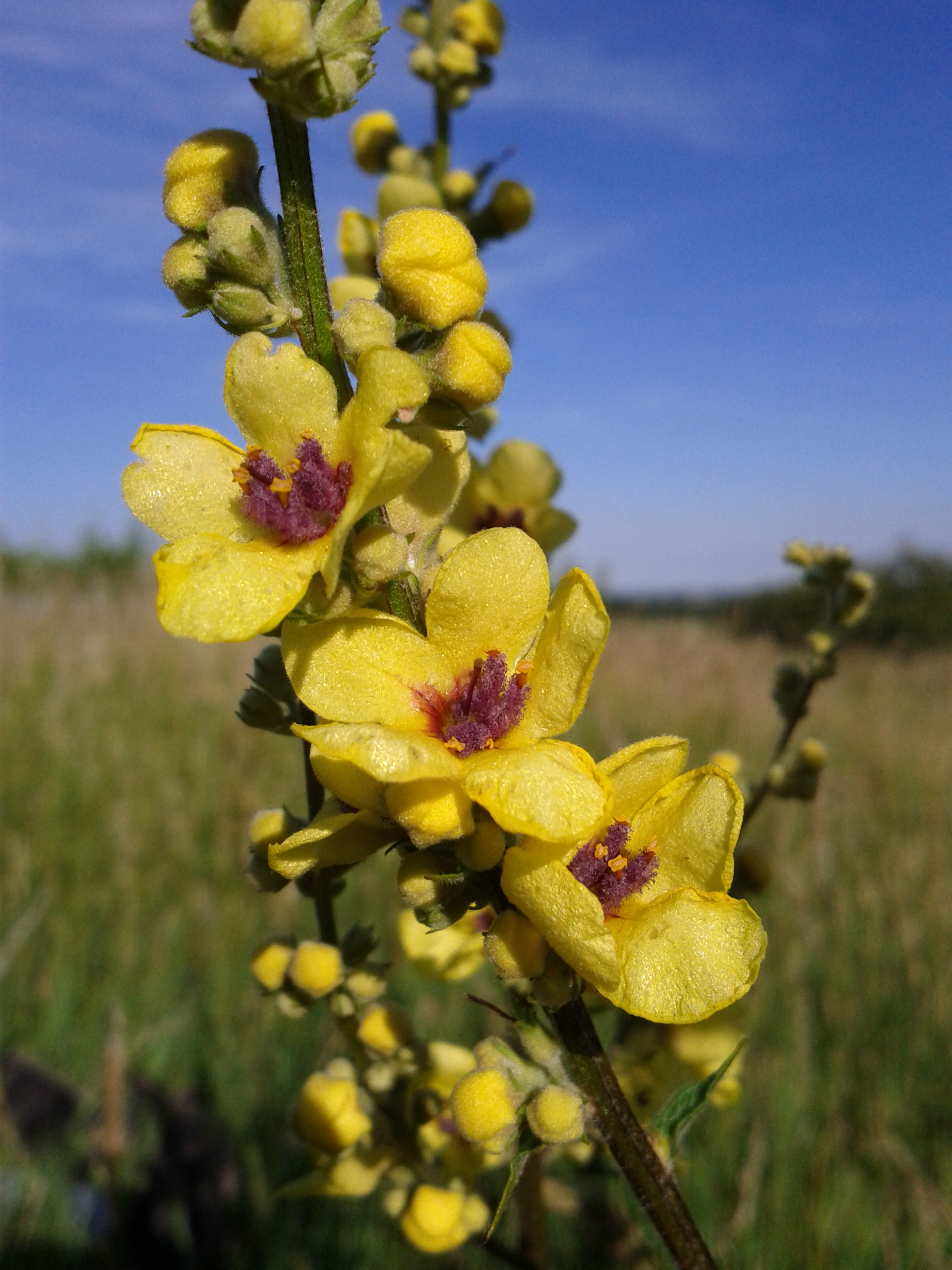
Infiorescenza
Verbascum chaixii

Le infiorescenze sono cimose da congestionate a capitate e provviste di brattee o di copiose fronde.  A volte formano delle strutture tirsoidi con cime ascellari. I fiori sono da sessili o brevemente pedicellati a distintamente pedicellati. Le bratteole sono presenti.

### Fiori

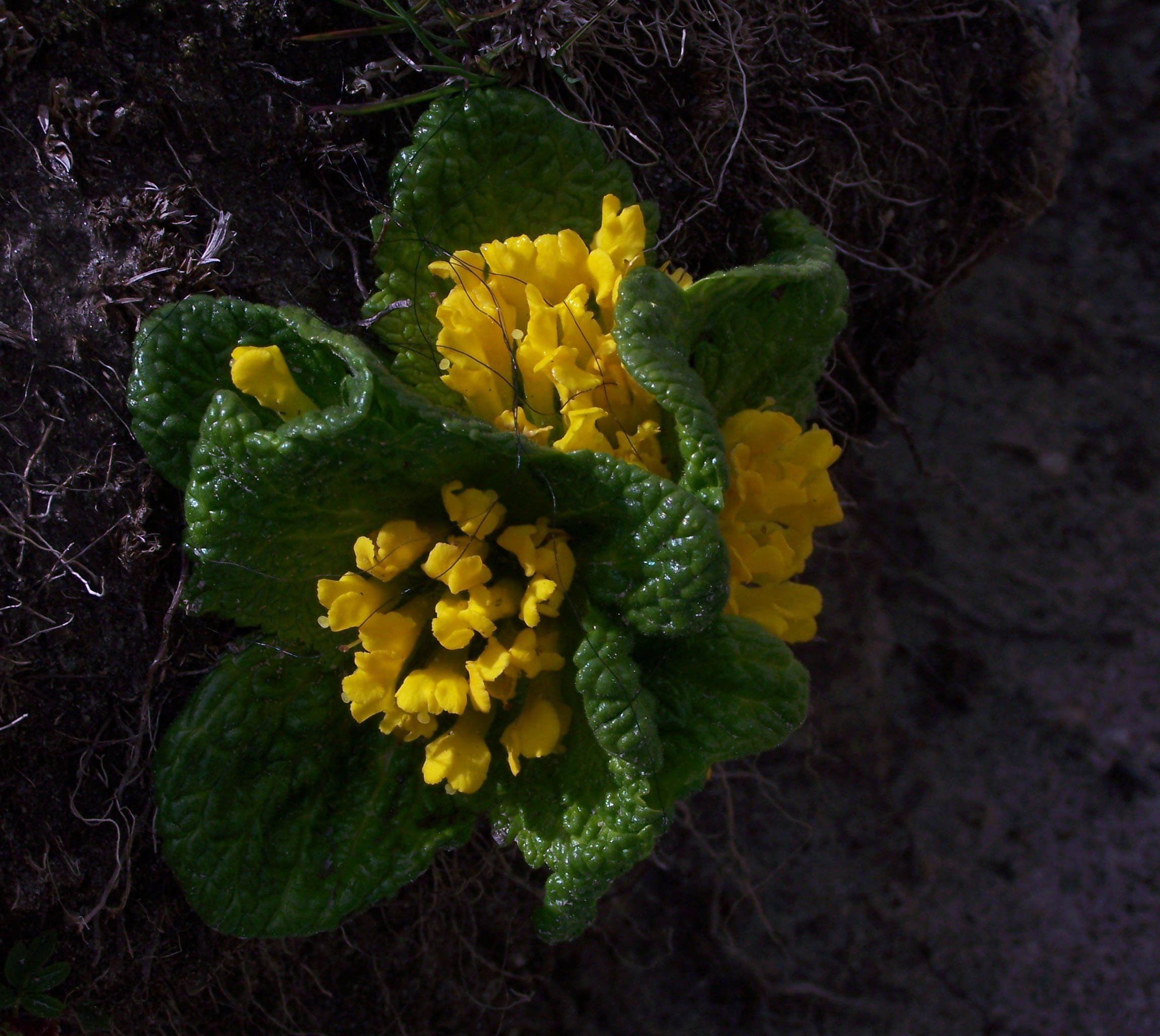
I fiori
Scrophularia wattii

I fiori, ermafroditi e zigomorfi, sono tetraciclici (ossia formati da 4 verticilli: calice– corolla – androceo – gineceo), pentameri (i verticilli del perianzio hanno più o meno 5 elementi ognuno).
- Formula fiorale:

X K (4-5), [C (2+3) A 5 o 2+2 o 2], G (2), supero, capsula.
- Il calice, gamosepalo, ha una forma da cilindrica a campanulata e termina con cinque profondi (o mezzo profondi) lobi. I lobi possono essere uguali o subuguali.

- La corolla, di tipo zigomorfo (i petali sono concresciuti), è formata da un tubo con forme cilindriche (a volte stretto o rigonfio e piatto) e terminante in cinque lobi a disposizione da indistintamente a decisamente bilabiata (i tre superiori sono più o meno ripiegati verso l'alto, gli altri due verso il basso). In alcune specie i lobi hanno delle forme orbicolari; in altre sono patenti. In Verbascum la corolla è subruotata ed è a forma di coppa. I colori della corolla sono rosa, giallo, rosso o violetto, oppure da verdastro a marrone.

- L'androceo è formato da 4 stami didinami inclusi o sporgenti. Un quinto stame (staminoide) è assente o presente ma ridotto ad una appendice sterile al centro del labbro superiore. In Verbascum gli stami sono 5 (i due inferiori/anteriori sono più lunghi, i tre superiori/posteriori sono brevi).I filamenti sono adnati alla base o alla gola della corolla; in alcune specie sono villosi. Le antere, divergenti, hanno una teca (antere uniloculari); sono reniformi e fissate al centro. I granuli pollinici sono del tipo tricolporato.

- Il gineceo è bicarpellare (sincarpico - formato dall'unione di due carpelli connati). L'ovario (biloculare) è supero con forme da ovoidi a globose. Lo stilo ha uno stigma con forme da capitate a piatte o debolmente bilobate (Antherothamnus). Il disco nettarifero in genere è presente.

### Frutti
I frutti sono delle capsule con deiscenza setticida. I semi sono numerosi con endosperma alveolato (oppure no).

## Biologia
Le specie di questo raggruppamento si riproducono per limpollinazione tramite insetti (impollinazione entomogama).
La dispersione dei semi avviene inizialmente a causa del vento (dispersione anemocora); una volta caduti a terra sono dispersi soprattutto da insetti tipo formiche (mirmecoria).

## Distribuzione e habitat
La tribù ha una distribuzione cosmopolita con diverse specie presenti in Europa. L'habitat è vario, in prevalenza quello delle zone medio-temperate.

## Tassonomia
La famiglia delle Scrofulariacee comprende 59 generi e oltre 1800 specie. La famiglia è caratterizzata soprattutto dai fiori zigomorfi (bilabiati), dai sepali e petali connati, dagli stami in numero di 4 (un quinto è staminoide), dai filamenti adnati alla corolla, dalle antere biloculari e dall'ovario formato da 2 carpelli.

### Filogenesi
Da un punto di vista filogenetico la tribù Scrophularieae forma un clade monofiletico ben supportato. Al suo interno è presente un "gruppo fratello" formato dai generi Scrophularia e Verbascum. Antherothamnus si trova in posizione basale rispetto a tutto il resto del gruppo.

### Composizione della tribù
La tribù si compone di 4 generi e circa 800 specie:
- Antherothamnus N.E.Br., 1915 (1 sp.)
- Nathaliella B.Fedtsch., 1932 (1 sp.)
- Scrophularia L., 1753 (292 spp.)
- Verbascum L., 1753 (469 spp.)

Note alla tabella: 
- Il genere Mosheovia Eig, 1938 è sinonimo di Scrophularia.
- Il genere Tuerckheimocharis Urban, 1912 è sinonimo di Scrophularia.
- Il genere Staurophragma Fisch. & C. Mey, 1843 è sinonimo di Verbascum.

### Generi e specie della flora italiana
Due sono i generi di questa tribù presenti nella flora spontanea italiana:
- Verbascum con 25 specie;
- Scrophularia con 14 specie;

### Alcune specie

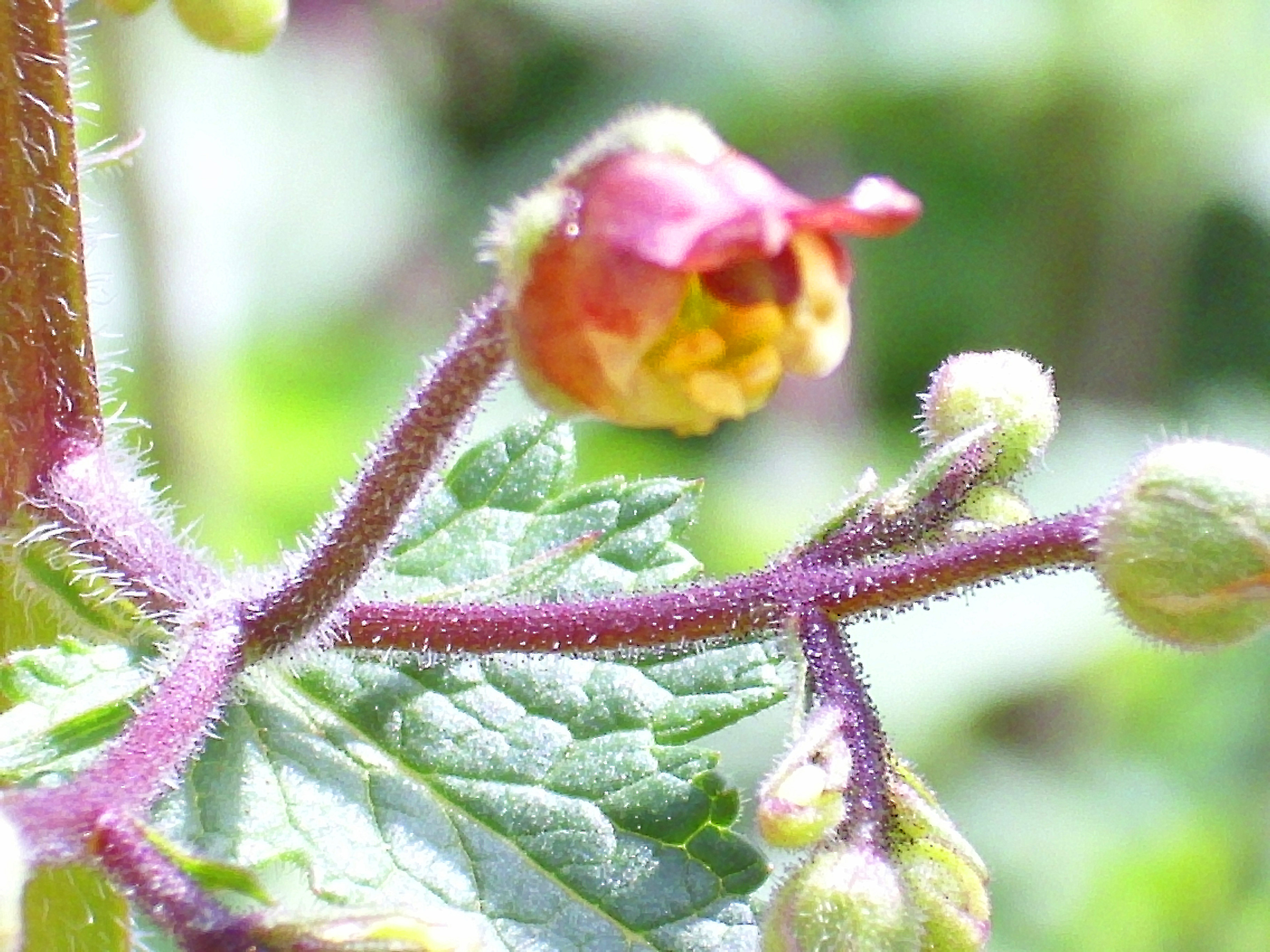
Scrophularia auriculata
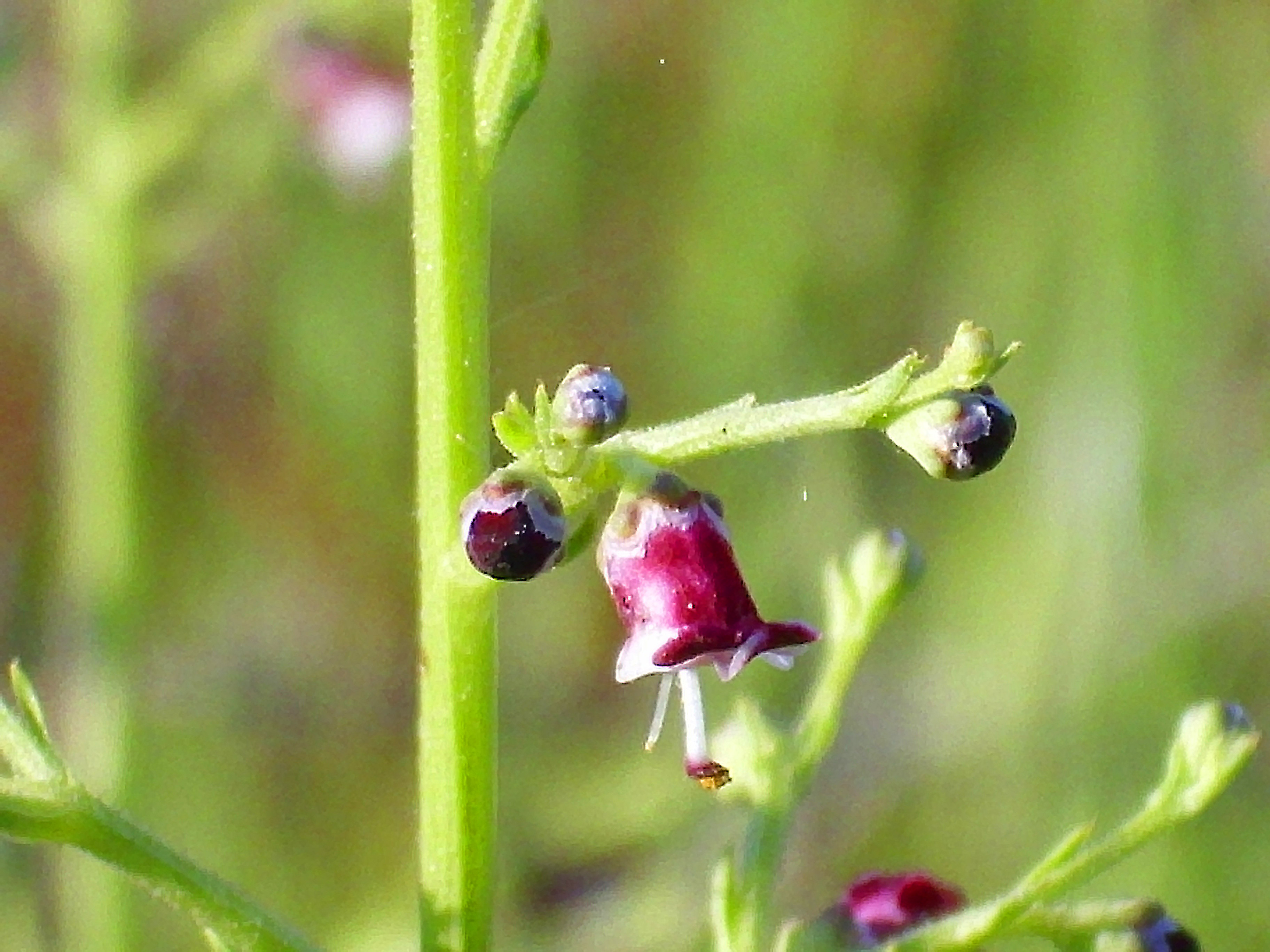
Scrophularia canina
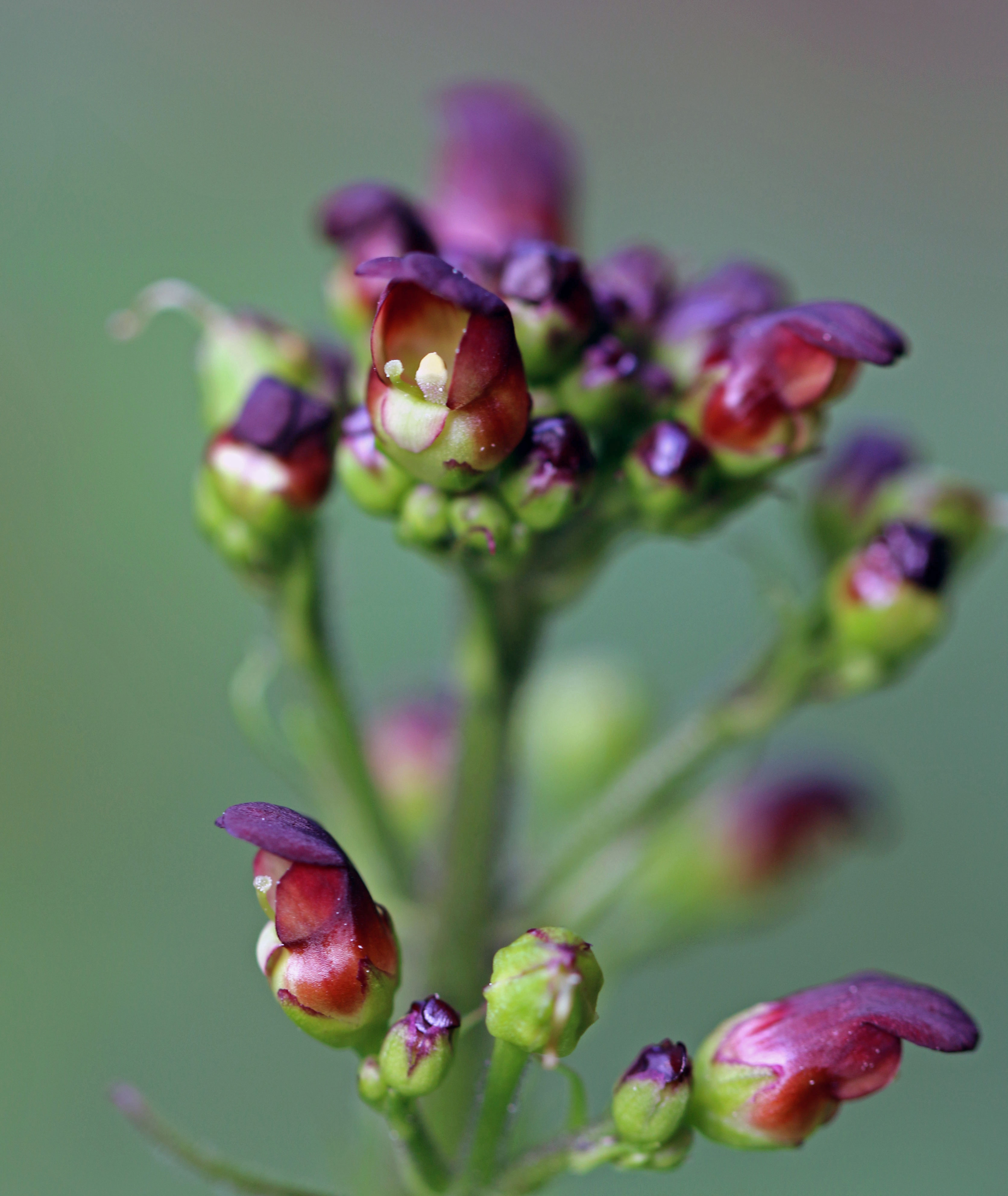
Scrophularia californica
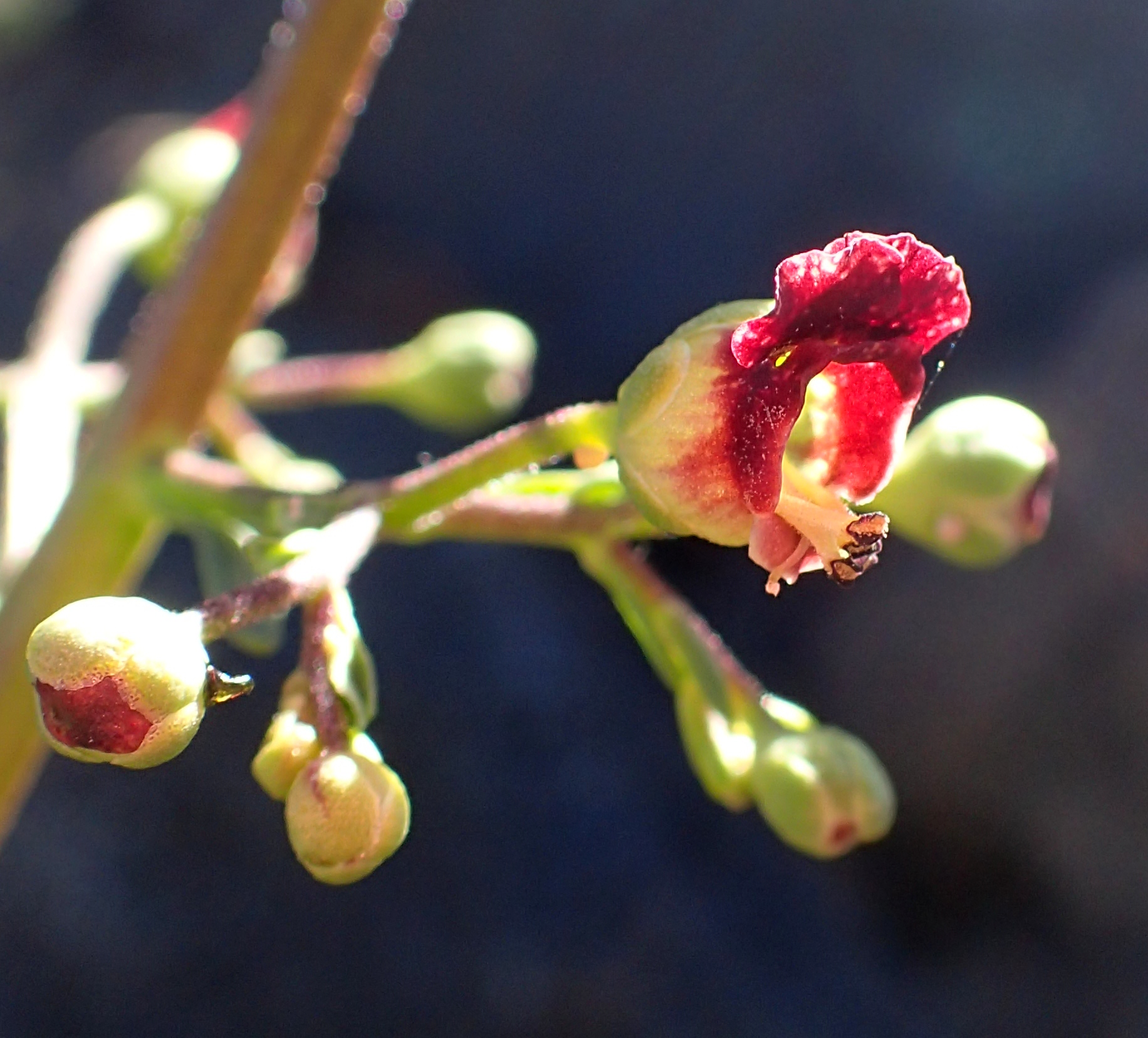
Scrophularia glabrata
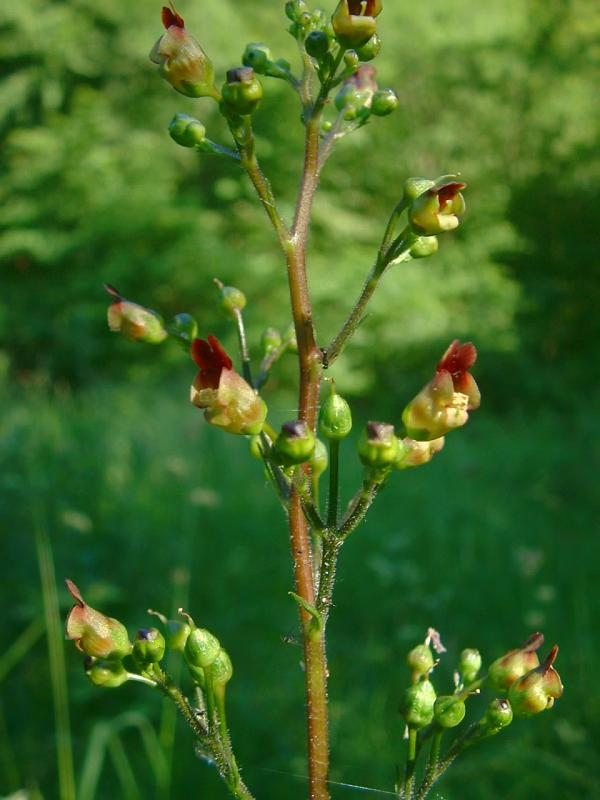
Scrophularia nodosa
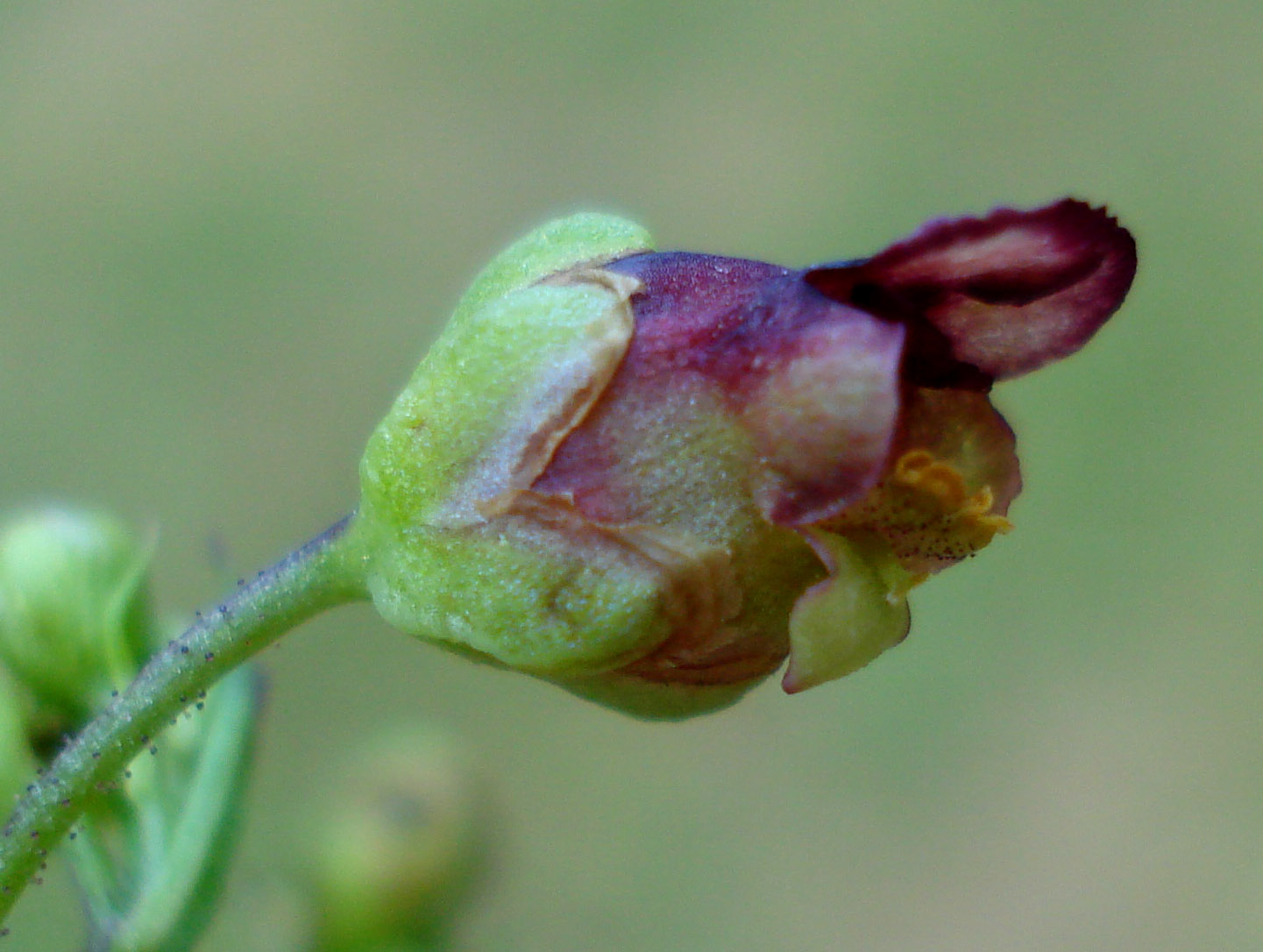
Scrophularia umbrosa
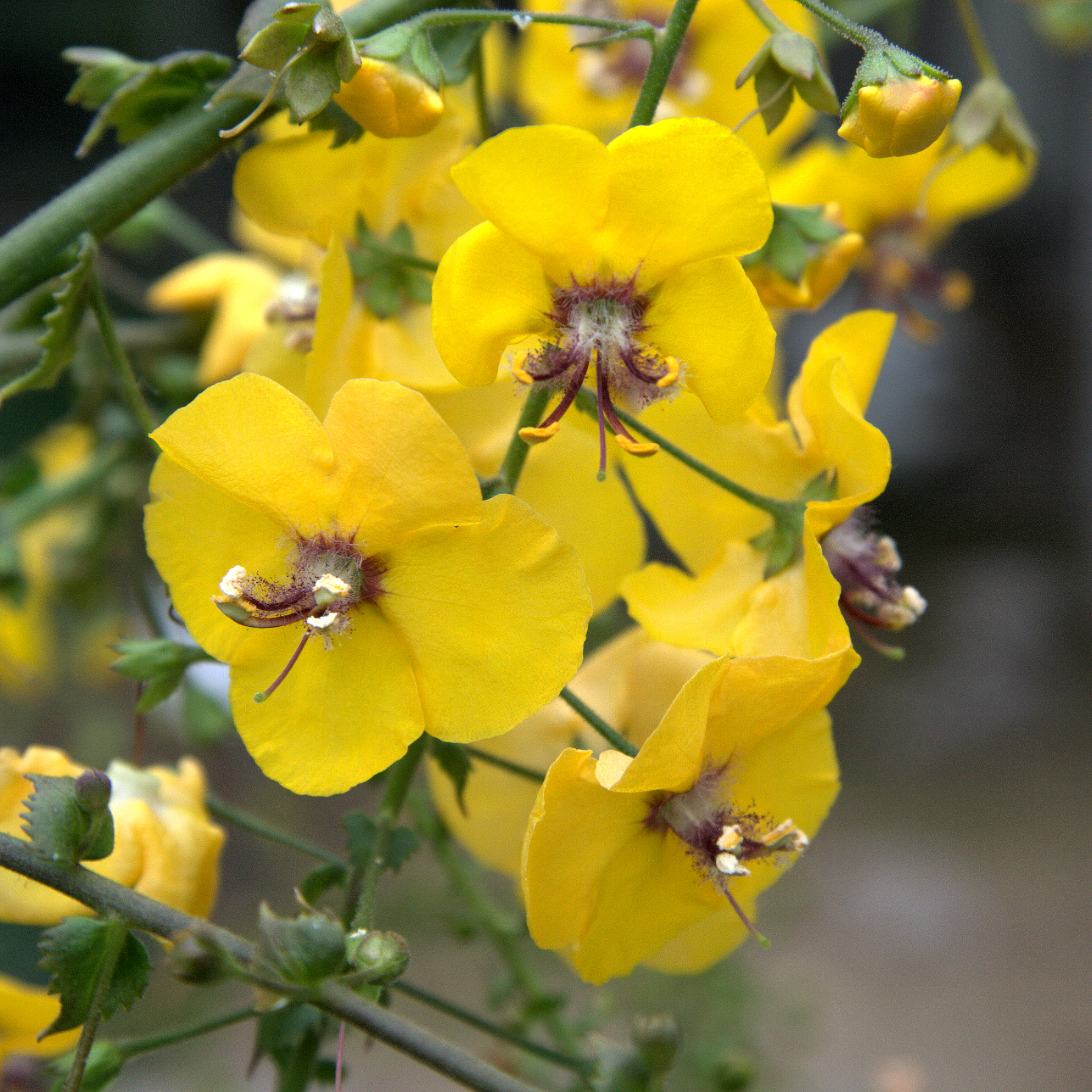
Verbascum arcturus
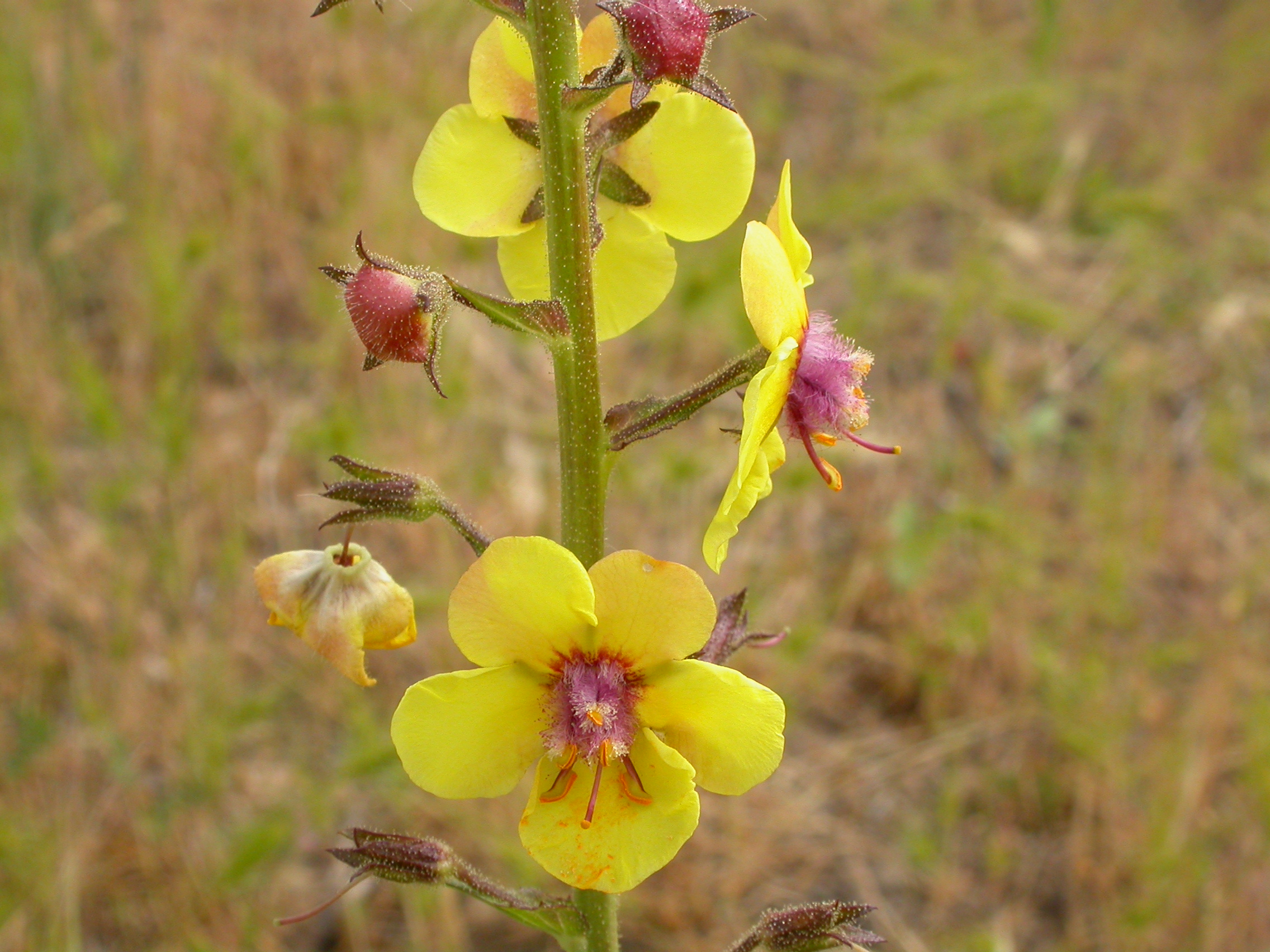
Verbascum blattaria
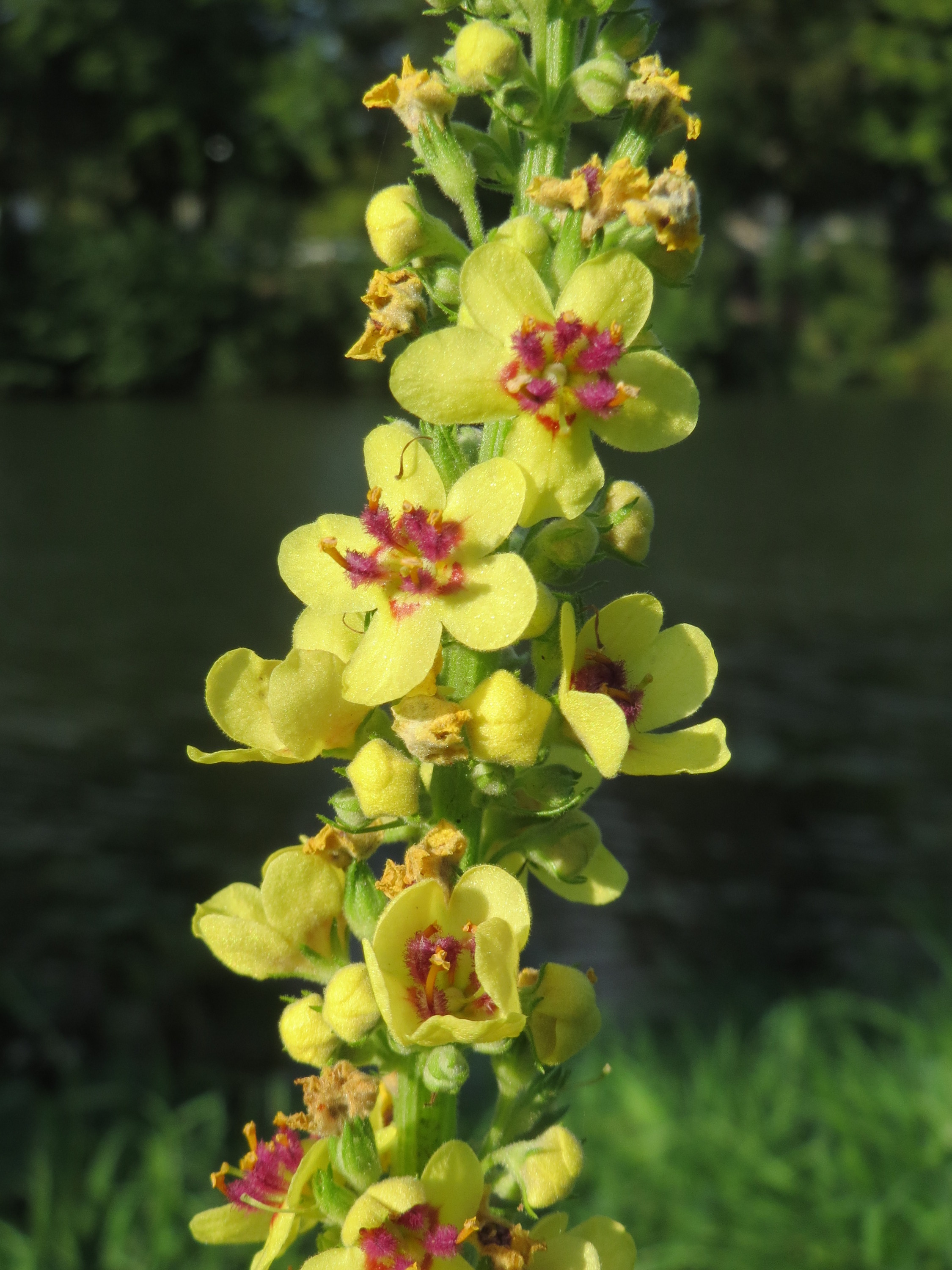
Verbascum nigrum
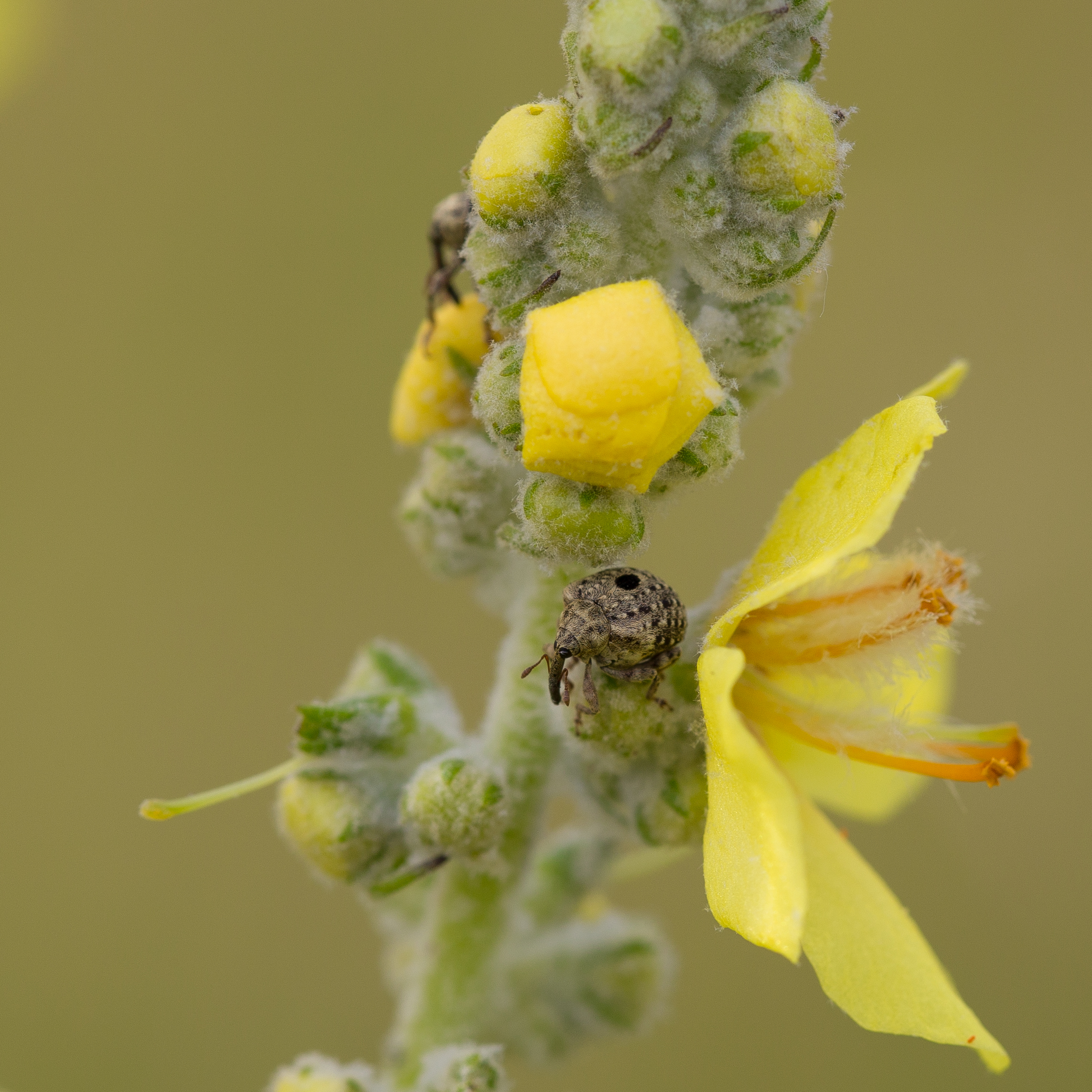
Verbascum thapsus